# Elmo illirico
L'elmo illirico (o elmo di tipo greco-illirico ) è un tipo di elmo di bronzo, che nelle sue varianti successive copriva l'intera testa e il collo ed era a faccia aperta. Ha avuto origine nel Peloponneso, nell'antica Grecia, e si è sviluppato durante l'VIII e il VII secolo a.C. (700–640 a.C.).  Rappresentazioni accurate sui vasi corinzi sono sufficienti per indicare che l'elmo di tipo illirico fu sviluppato prima del 600 a.C.
L'elmo è oggi chiamato tipo illirico per comodità a causa di molte scoperte archeologiche iniziali provenienti dalla regione dell'Illiria.

## Fonti archeologiche
Secondo le prove archeologiche, l'elmo di tipo illirico si è evoluto dall'elmo di Kegel (o tipo Kegel) del periodo arcaico trovato ad Argo .  I primi elmi di tipo illirico furono sviluppati in un laboratorio situato nel Peloponneso nordoccidentale (forse Olimpia), sebbene i primi elmi illirici di tipo II furono creati in officine corinzie.
I primi elmi di Tipo III furono creati in officine situate da qualche parte sulla costa illirica dell'Adriatico. L'elmo di tipo illirico non ostacolava i sensi critici della vista di chi lo indossava, sebbene le prime due varietà ostacolassero l'udito. 
C'erano quattro tipi di questi caschi e tutti erano aperti:
- Il tipo I (700–640 aC circa) lasciava il collo non protetto e ostacolava l'udito.
- Il tipo II (600 a.C. circa) offriva protezione per il collo e ostacolava nuovamente l'udito.
- Il tipo III (550 a.C. circa) offriva protezione per il collo e consentiva un udito migliore.
- Il Tipo IV (500 a.C. circa) era simile al Tipo III ma l'udito non era affatto compromesso.

L'elmo di tipo illirico era usato dagli antichi Greci, Etruschi, Sciti,  e divenne popolare tra gli Illiri che in seguito lo adottarono.  Una varietà dell'elmo si era diffusa anche in Italia in base al suo aspetto su rilievi in avorio e su una ciotola d'argento presso la tomba "Bernardini" a Preneste .  L'elmo divenne obsoleto nella maggior parte della Grecia all'inizio del V secolo a.C. Il suo utilizzo in Illiria terminò nel IV secolo a.C.